# Último encuentro
Último encuentro es una película dramática española, con escenas musicales, de 1967 dirigida por Antonio Eceiza. Está protagonizada por Antonio Gades, María Cuadra, La Polaca, José María Prada y Daniel Martín. 
Fue presentada en el Festival de Cine de Cannes de 1967. 
El personaje que interpreta Antonio Gades se llama con el nombre y apellido real del propio bailarín, pero la trama es una mezcla de realidad y ficción dramatizada que solía ser habitual con algunas estrellas de la canción o del espectáculo.

## Sinopsis
El aclamado bailarín de flamenco Antonio Esteve (Antonio Gades) participa en un programa de televisión que repasa su vida. Así sucede un reencuentro entre dos hombres que fueron amigos años atrás y que traerá consecuencias insospechadas.

## Reparto
- Antonio Gades - Antonio Esteve
- María Cuadra - Elena
- La Polaca - Rocío
- Daniel Martín (actor) - Juan
- José María Prada
- José Luis Uribarri -  presentador TV
- Rafael Romero - cantaor de soleá
- Sandra Lee
- Francisco Carames
- Emilio de Diego - guitarrista
- Juan Maya - guitarrista
- Daniel Moya - guitarrista
- Perico el del Lunar - guitarrista
- José Menese - cantaor de martinetes
- Calderas - cantante de tango
- Pepe de la Peña - bailaor
- Enrique Esteve - bailaor
- Cristina Hoyos - bailaora (como Cristina)
- José Luna 'El Tauro' - bailaor
- Félix Ordóñez - bailaor
- Los Shakers - como ellos mismos, banda ye-ye